# غملول شوفاني
الغملول الشوفاني (باللاتينية: Acantholimon avenaceum) نوع نباتي يتبع جنس الغملول من الفصيلة الرصاصية.

## الموئل والانتشار
موطنه أرمينيا.